# Malgrat de Mar
Malgrat de Mar és una vila i el municipi més oriental del Maresme; i fa frontera amb la comarca de la Selva i la Tordera. És una població turística, compta amb nombrosos hotels i càmpings i té una extensió de platja d'uns 4,5 km.
Al seu centre històric destaca l'església de Sant Nicolau, amb façana d'estil neoclàssic i campanar de base octogonal, coneguda com "La Catedral de la Costa". També té edificis d'època medieval, com la casa senyorial que avui és la biblioteca i l'antic hospital; i d'estil modernista, com Ca l'Arnau o la Torre de l'Esquena.
Destaca l'elevació del turó del Castell, el parc de Francesc Macià, el parc de Can Campassol, antic jardí de la casa natal de Zenòbia Camprubí, esposa del Premi Nobel de Literatura Juan Ramón Jiménez.

## Geografia
- Llista de topònims de Malgrat de Mar (orografia: muntanyes, serres, collades, indrets...; hidrografia: rius, fonts...; edificis: cases, masies, esglésies, etc.).

És l'últim poble costaner de la comarca del Maresme i de la província de Barcelona. El riu Tordera delimita la frontera amb la comarca de la Selva i la província de Girona. Limita amb els municipis de Palafolls, Santa Susanna i Blanes.
|               | Palafolls        |        |
| Santa Susanna |                  | Blanes |
|               | Mar Mediterrània |        |

### Demografia
El desenvolupament del municipi ha estat molt ràpid en els últims 40 anys, amb un augment progressiu de la població, ja que el 1958 tenia una població d'uns 5.500 habitants, mentre que a 1 de gener del 2006 la seva població era de 17.531 habitants. A partir de l'any 2008 es van superar els 18.000 habitants fins a estabilitzar-se en els anys següents.
| 1497 f | 1515 f | 1553 f | 1717 | 1787  | 1857  | 1877  | 1887  | 1900  | 1910  |
| ------ | ------ | ------ | ---- | ----- | ----- | ----- | ----- | ----- | ----- |
| 43     | -      | 48     | -    | 1.924 | 3.287 | 3.490 | 3.602 | 3.738 | 3.915 |

| 1920  | 1930  | 1940  | 1950  | 1960  | 1970  | 1981   | 1990   | 1992   | 1994   |
| ----- | ----- | ----- | ----- | ----- | ----- | ------ | ------ | ------ | ------ |
| 3.924 | 4.607 | 4.582 | 4.859 | 5.794 | 9.174 | 10.922 | 11.470 | 11.674 | 11.674 |

| 1996   | 1998   | 2000   | 2002   | 2004   | 2006   | 2008   | 2010   | 2012   | 2014   |
| ------ | ------ | ------ | ------ | ------ | ------ | ------ | ------ | ------ | ------ |
| 12.707 | 13.012 | 13.686 | 14.933 | 16.162 | 17.531 | 18.261 | 18.596 | 18.504 | 18.417 |

| 2016   | 2018   | 2020   | 2022   | 2024   | 2026 | 2028 | 2030 | 2032 | 2034 |
| ------ | ------ | ------ | ------ | ------ | ---- | ---- | ---- | ---- | ---- |
| 18.295 | 18.439 | 18.772 | 19.093 | 19.377 | -    | -    | -    | -    | -    |

En els anys 1998 i 1999 predominava lleugerament la població femenina, mentre que a partir del 2002 va començar a predominar la població masculina, amb una diferència creixent de més de 200 persones en el 2006 (8.869 homes i 8.662 dones), amb un índex de 102 homes per 100 dones. Les raons d'aquesta diferència es troben en el ràpid creixement de la població, sobretot població jove en l'edat de tenir fills, i en la major natalitat masculina.

### Clima
El poble està situat a 4 metres d'altitud sobre el nivell del mar i gaudeix d'un clima mediterrani litoral. Es tracta d'un clima humit amb estius suaus i els hiverns també suaus. La pluja mitjana, al llarg de l'última dècada, és d'uns 600 litres per m² anuals.

### Orografia
El territori és pla, trencat per alguns turons. Al nord del terme municipal es troben els darrers contraforts de la Serralada del Montnegre, amb els turons de Montagut (punt més alt del poble, amb 218,2 m d'altitud), d'en Serra (190,2 m), d'en Dent, d'en Gelat, del Mas Aragall, del Mas Joer, del Castell, de Santa Rita i de Can Palomeres. En aquest últim, durant el primer quart del segle xx, s'hi explotaren unes mines de ferro, que actualment acullen la colònia de ratpenats més extensa d'Europa.
A l'est s'estén el Pla de Grau, zona agrícola per excel·lència, on es cultiva verdura de gran qualitat. Destaquen les diferents varietats de fesols, com ara el ganxet, sastre, genoll de Crist, carall, menut o bitxo.
Dins del mar, a mig quilòmetre de la costa, s'hi troba la Pilona, vestigi de l'explotació minera de Can Palomeres. Era la terminal d'un aeri que transportava les vagonetes carregades de mineral des de la muntanya a dins de mar.

## Història
Malgrat de Mar va formar part de la baronia de Palafolls. Al voltant de la capella de Sant Antoni Abat, a la riba esquerra de la riera de Malgrat de Mar, es van bastir les primeres cases de pescadors. Al segle xvi fou atacat pels otomans en 1543, 1545 i 1550. El 1373 es va atorgar una carta de poblament fundacional de l'anomenada Vilanova de Palafolls. El 1559 va assolir la independència parroquial de Sant Genís de Palafolls.
Des del segle xiv, Malgrat de Mar s'ha reconegut com a nucli destacat cultural, artístic i social. El modernisme a Malgrat de Mar també va deixar rastre.
El nom de Malgrat apareix al segle xix, encara que el topònim ja es troba documentat al segle xiii. L'etimologia és discutida. Podria ser preromana o podria estar relacionada amb mal grau en el sentit de desembarcador. Existeix una interpretació popular recollida en el Libre dels Feyts d'armes de Catalunya (segle XV). Els soldats francesos fets presoners a Hostalric durant la Croada contra la Corona d'Aragó eren portats a treballar "de mal grat":
| «                                                      | los fahia anar a treballar en una gran torre que'n faé prop la mar, e com ells hi anauen de mal grat, per ço qu'ells quant anauen de Palafolls a treballar en aquella terra dehien que anauen a mal grat, aquel loch s'és appellat Malgrat | » |
| — Bernat Boades, Libre dels Feyts d'armes de Catalunya | |   |

El 30 de maig de 1937, en plena Guerra Civil espanyola, el vaixell de transport Ciudad de Barcelona, que portava brigadistes voluntaris, va ser torpedinat per submarins de bandera italiana i es va enfonsar al davant de Malgrat de Mar a unes 2 milles de la platja. Els pescadors que presenciaren l'acció varen sortir a mar per fer el salvament dels supervivents. Cada any els descendents dels pescadors que varen fer el rescat ho commemoren.

## Economia
El principal motor econòmic del poble i de la zona és el turisme. Malgrat compta amb hotels, càmpings i comerços per satisfer les demandes dels visitants. L'agricultura —amb les zones agrícoles del Pla de Grau i el Pla de Pineda— i la indústria —amb el polígon de Can Patalina i les fàbriques del Camí de la Pomareda— també són activitats econòmiques destacables, tot i que durant els darrers anys han anat perdent força.
Des del final de la Guerra civil espanyola, l'activitat marítima es concentra en barques d'esport i lleure i de pesca de proximitat, amb un club de pesca. Al segle xviii, hi havia uns 200 homes amb matrícula de marina, amb un total de fins a 50 vaixells d'una a quatre tones, que feien el tràfic per la costa fins a València i França.

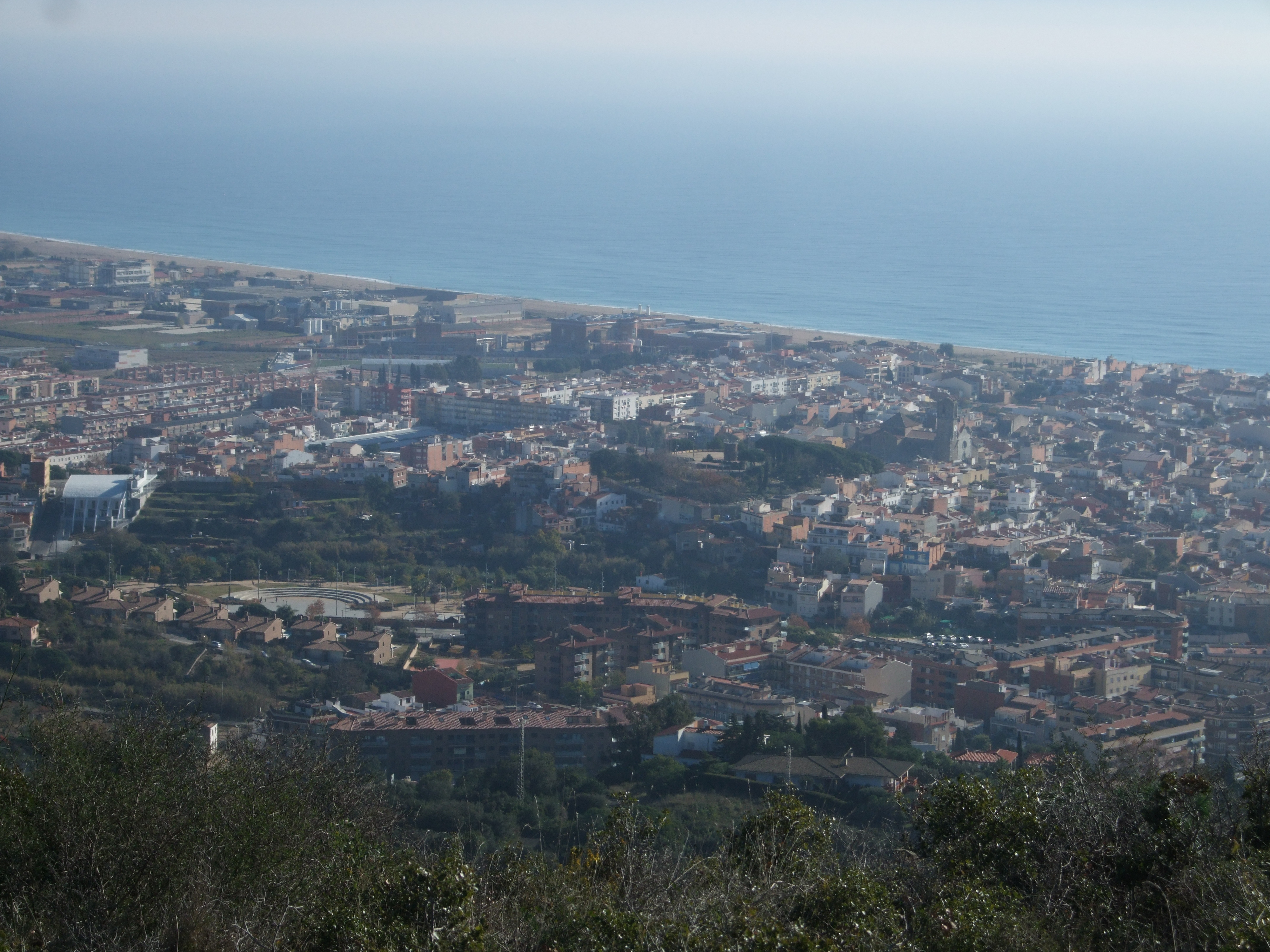
Nucli antic de Malgrat de Mar i zona industrial del Camí de la Pomareda

## Llocs d'interès

### El nucli antic
- Església de Sant Nicolau. L'actual edifici va ser alçat l'any 1762 al mateix indret on hi hagué una primera església, dedicada a sant Antoni, consagrada el 1563 i ampliada durant el segle següent. Té tres naus i planta de creu llatina. Per les seves grans dimensions va ser coneguda com "la catedral de la costa". La façana té coronament ondulat i una portalada de línies clàssiques amb una fornícula abarrocada on hi ha la imatge de sant Nicolau de Bari. Va ser feta l'any 1783. El campanar, vuitavat, és coetani però no es va arribar a coronar. El temple va ser malmès l'any 1936 i restaurat durant els anys quaranta del mateix segle.

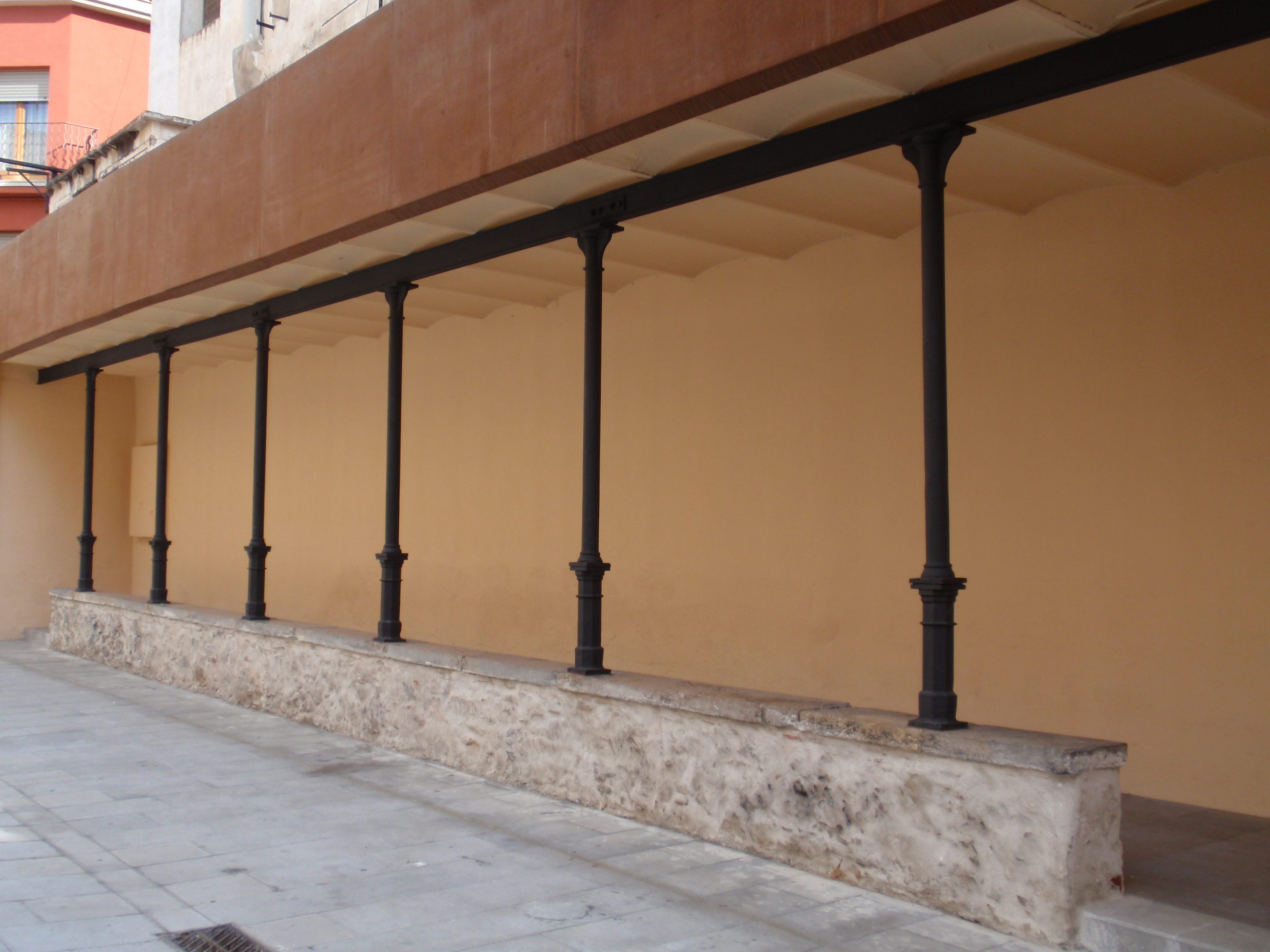
Peixateries Velles

- Peixateries Velles. Es troben al costat de l'Ajuntament. A la banda sud hi havia les carnisseries i a la banda nord les peixateries. Actualment encara s'hi conserva la pedra on es col·locava el peix.

- L'Ajuntament. Edifici projectat l'any 1909 i enllestit el 1913. La façana es pot qualificar de modernista, amb domini de la línia i corba i elements ornamentals de ceràmica i ferro forjat. Destaca l'element central, el balcó principal, cobert amb una marquesina. Va ser remodelat l'any 1991.

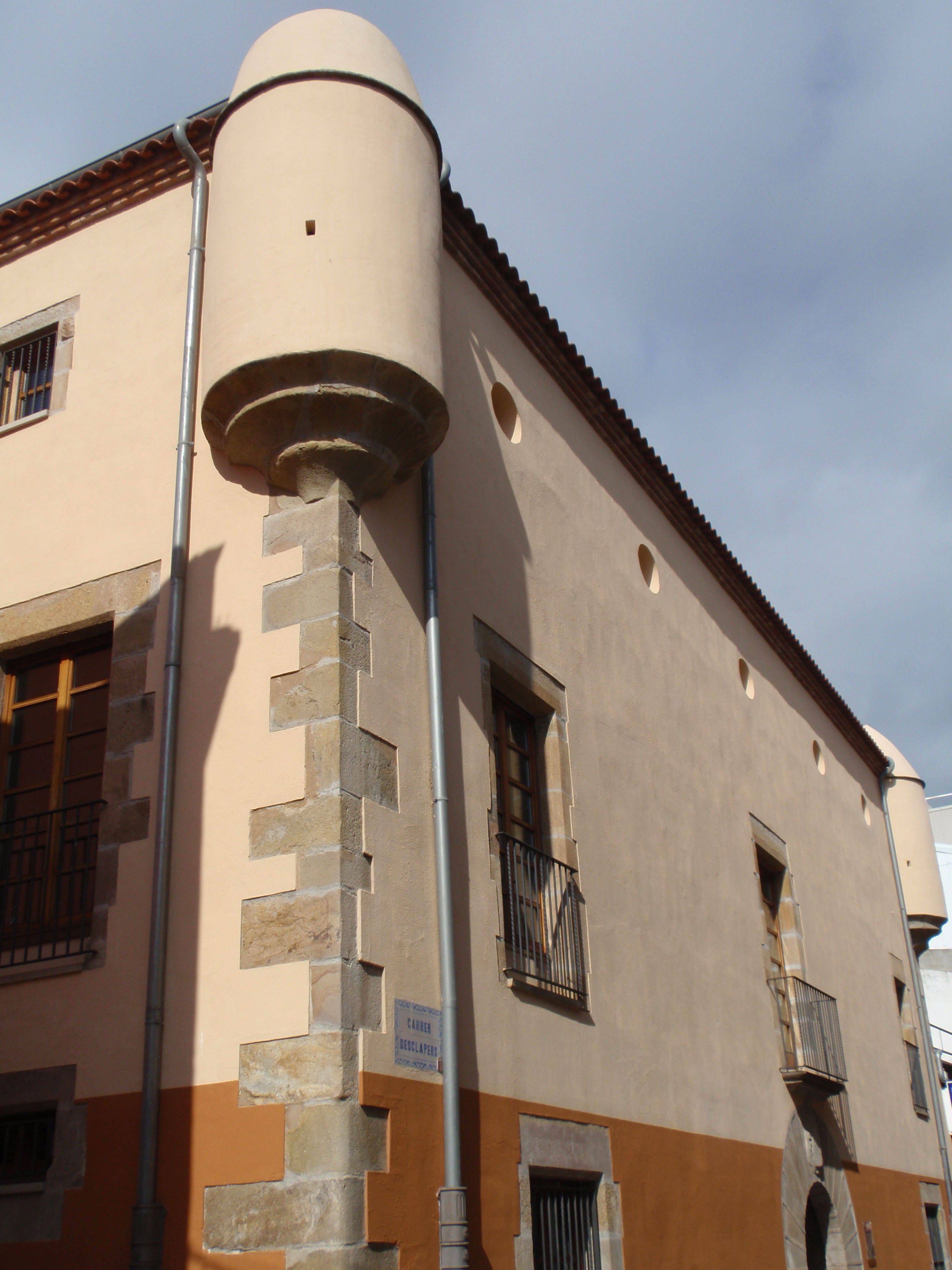
Can Descaplers

- Can Desclapers. Inicialment era una casa senyorial construïda a finals del segle xvi. Hi habità la família noble dels Clapers. Posteriorment, va complir moltes altres funcions: hospital de sang (segle xviii), seu del Casino Malgratenc (segle xix), seu d'una cooperativa obrera de consum (segle xx). En l'actualitat s'ha reformat totalment i alberga la biblioteca popular.

- Torre de ca l'Arnau. Casa construïda l'any 1914, promoguda per Joan Arnau Majoral i projectada per Joan Amigó, arquitecte modernista que ha deixat a Badalona la major part de la seva obra. La casa, que fa cantonada, està formada per dos cossos juxtaposats, amb un porxo a l'angle que dona accés a l'entrada principal. D'aquest porxo en destaquen les gruixudes columnes amb ornamentació floral de pedra i l'esgrafiat sota el voladís. L'any 1997 va ser adquirida per l'Ajuntament, que la va restaurar. Actualment s'utilitza com a seu de l'Escola de Música.

- Antic Hospital i Capella. L'any 1441 Hug Descolomer va fer donació dels seus béns a fi que es construís un hospital per als pobres de Jesucrist. Actualment, l'Hospital fa funcions de centre terapèutic, i a la capella adjunta remodelada s'hi fan actes culturals, com exposicions i conferències.

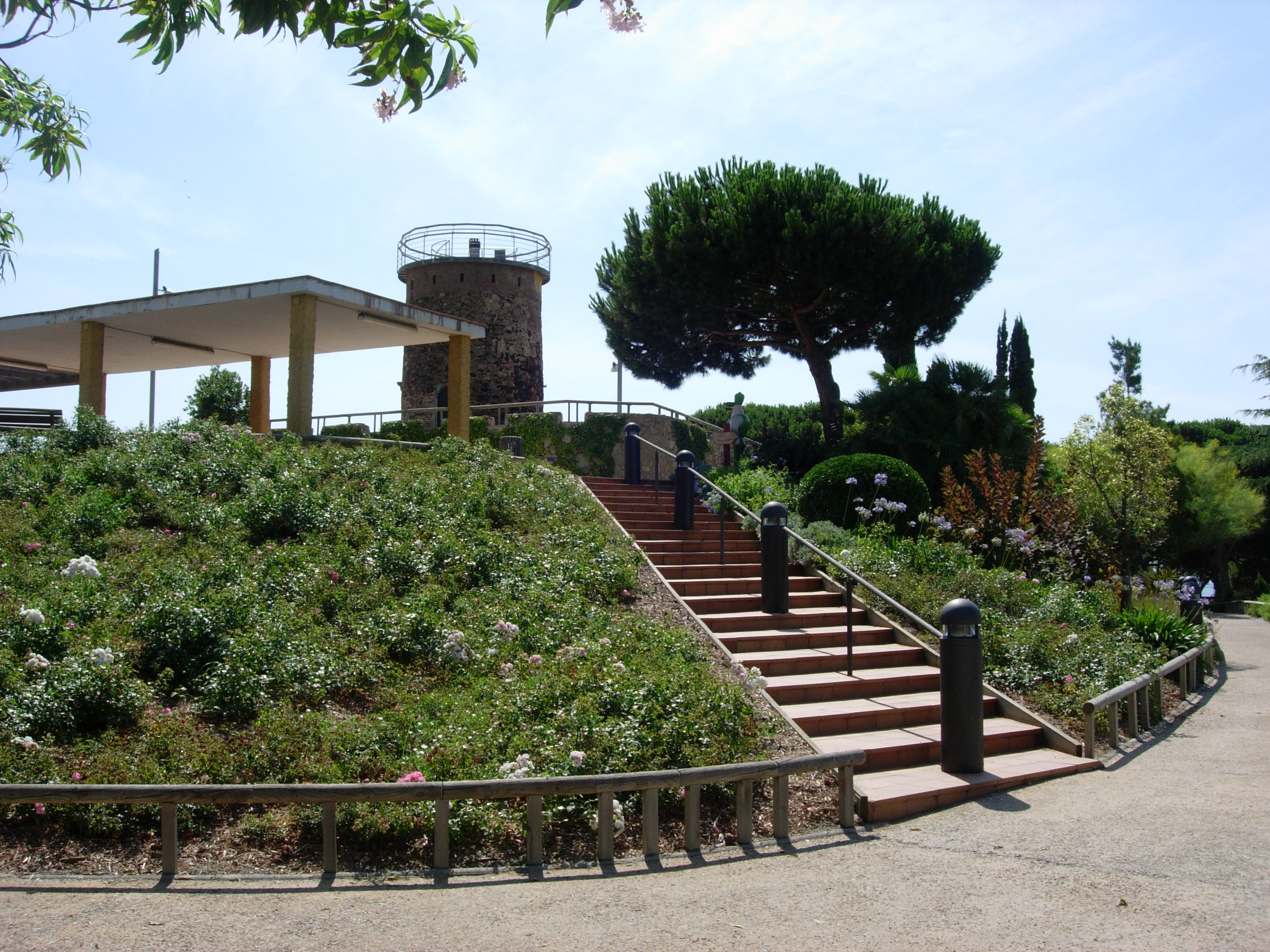
Parc del Castell amb la Torreta del Castell al fons

- El castell. Pel carrer dels Arcs i el d'Hug Descolomer s'arriba al parc del Castell, on es troba una torre de guaita que domina tot el poble.

- Torreta del castell. Aturonada a la part alta del poble, és una torre del segle xvi que devia formar part d'un petit clos fortificat més antic, potser del segle xiv, depenent del castell de Palafolls. És de planta rodona i es conserva només a un terç de la seva alçada original. L'any 2002, quan s'urbanitzava del parc que l'envolta, va ser remodelada eliminant-se el niu de metralladores que la coronava, instal·lat durant la guerra civil. Aquesta actuació, que va alterar substancialment la seva estructura, especialment a l'interior, ha resultat força polèmica i ha despertat la indignació de molta gent del poble.

### Eixample
- Torre d'en Riera. Casa senyorial d'estil modernista que data de 1909. Va ser adquirida per l'Ajuntament i restaurada per encabir-hi oficines municipals.

- Can Campassol. Autèntic pulmó i espai verd privilegiat, albergà una casa colonial on Zenòbia Camprubí, dona del Premi Nobel de literatura Juan Ramón Jiménez, passà alguns estius dels primers anys de la seva vida. Zenòbia hi té una estàtua dedicada.

- La Pilona. Des del nou passeig marítim, en direcció sud, al bell mig del mar, hi ha una petita illa artificial anomenada la Pilona. Es tracta d'una plataforma que servia, al començament del segle xx, com a punt d'embarcament del mineral de ferro de les mines de can Palomeres que, des de la muntanya, arribava al mar a través d'unes torres metàl·liques o d'un sistema de vagonetes.

- Torre de l'Esquena. projectada per Juli M. Fossas l'any 1895, promoguda per Josep Prats Roura. El 1910 era propietat d'Emili Regull i el 1945 va ser adquirida per Clara Sureda, esposa de Salvador Esquena. Consta de planta baixa, pis i terrat. La façana mostra un conjunt d'elements ornamentals de caràcter acadèmic, com els frontons semicirculars a les llindes, el balcó amb balustres, les motllures esculpides o la barana calada del terrat. Des de la part del darrere es pot contemplar la torratxa coronada amb una cúpula de ceràmica vidriada.

- Plaça de Marià Cubí. Inaugurada el 18 de juliol de 1956, té un monument dedicat a l'il·lustre malgratenc, frenòleg i lingüista, Marià Cubí i Soler.

- Escoles Montserrat. Inaugurades l'agost de 1927, són obra de l'arquitecte Juli Maria Fossas i Martínez, autor de diverses cases modernistes a Barcelona. La façana ha estat restaurada recentment.

### Espais agrícoles, naturals i parcs

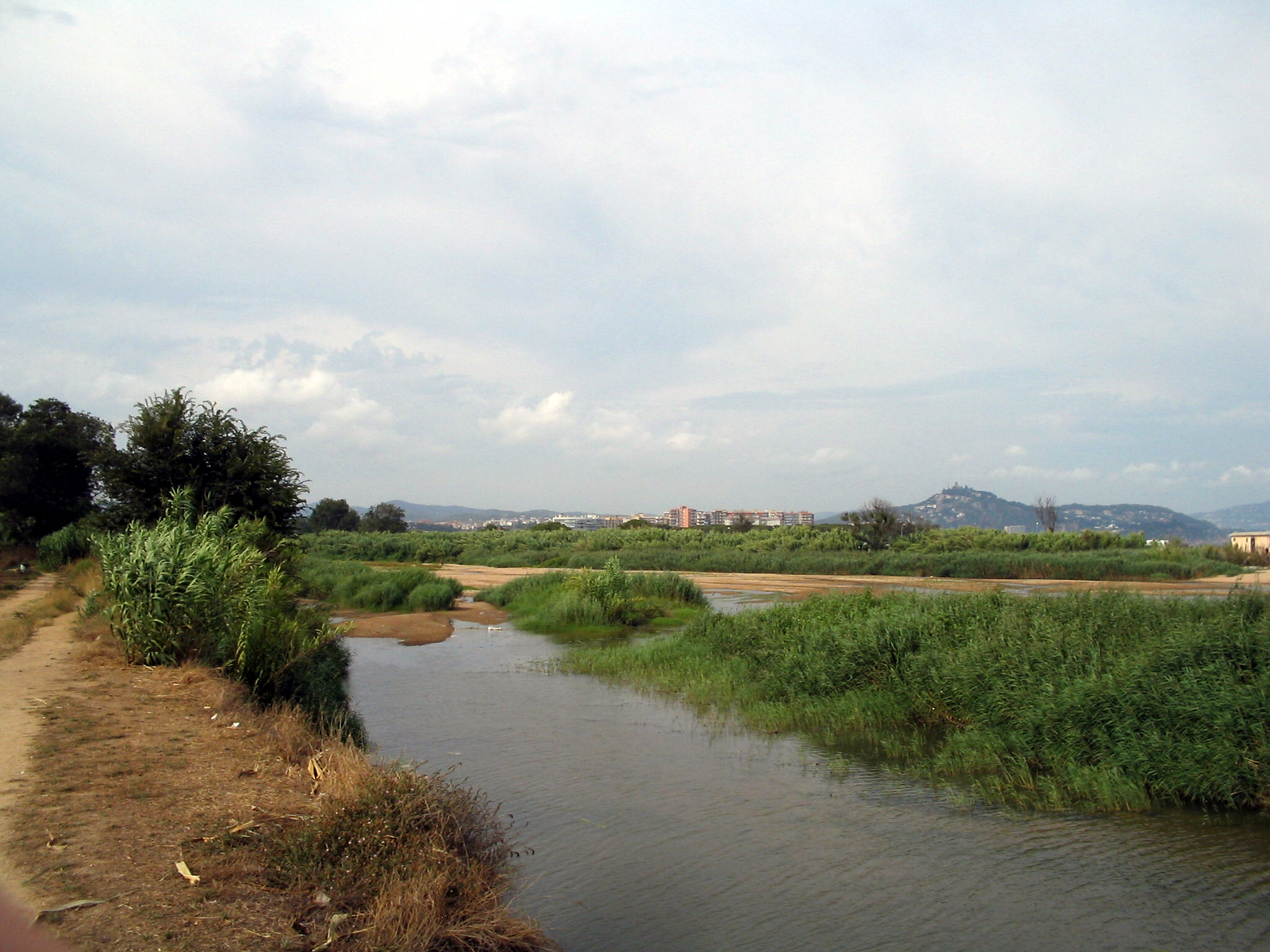
Desembocadura de La Tordera

- Pla de Pineda. Tot i la pressió urbanística, rere els grans hotels encara es pot trobar un espai agrícola que en un altre temps va ser de gran qualitat.

- Pla de Grau. És un gran espai agrícola protegit on es conreen sobretot productes d'horta (enciams, tomàquets, patates...). És un autèntic delta que l'esforç humà ha anat adaptant per al conreu agrícola.

- Desembocadura de La Tordera. A l'estiu, el riu Tordera baixa relativament sec.

- Parc de Can Campassol.

- Parc del Castell.

### Platges
- Platja de l'Astillero. Davant la zona hotelera, és la més concorreguda a l'estiu.

- Platja de Malgrat Centre. Davant el nucli antic de la població.

- Platja del Pla de Grau. Molt extensa i envoltada d'espais agrícoles i naturals. Acaba a la desembocadura de La Tordera.

## Administració
| Període      | Nom de l'alcalde/-essa                                  | Partit polític               | Data de possessió       |
| ------------ | ------------------------------------------------------- | ---------------------------- | ----------------------- |
| 1979 - 1983  | Josep Mora i Girons                                     | PSC-PSOE                     | 19/04/1979              |
| 1983 - 1987  | Josep Mora i Girons                                     | PSC-PSOE                     | 28/05/1983              |
| 1987 - 1991  | Josep Mora i Girons                                     | PSC-PSOE                     | 30/06/1987              |
| 1991 - 1995  | Conxita Campoy i Martí                                  | PSC-PSOE                     | 15/06/1991              |
| 1995 - 1999  | Conxita Campoy i Martí                                  | PSC-PSOE                     | 17/06/1995              |
| 1999 - 2003  | Conxita Campoy i Martí                                  | PSC-PSOE                     | 03/07/1999              |
| 2003 - 2007  | Conxita Campoy i Martí                                  | PSC-PSOE                     | 14/06/2003              |
| 2007 - 2011  | Conxita Campoy i Martí                                  | PSC-PSOE                     | 16/06/2007              |
| 2011 - 2015  | Conxita Campoy i Martí                                  | PSC-PSOE                     | 11/06/2011              |
| 2015 - 2019  | Joan Mercader i Carbó (PSC) / Carme Ponsa i Monge (JxM) | PSC-PSOE / Junts per Malgrat | 13/06/2015 - 01/02/2017 |
| 2019 - 2023  | Joan Mercader i Carbó (PSC)                             | PSC-PSOE                     | 15/06/2019              |
| Des del 2023 | Sonia Vinyolas i Mollfulleda (PSC)                      | PSC-PSOE                     | 17/06/2023              |

| Partit polític                                                           | 2011  | 2011     | 2011 |
| Partit polític                                                           | %     | Regidors |      |
| Partit dels Socialistes de Catalunya (PSC)                               | 31,00 | 6        |      |
| Convergència i Unió (CiU)                                                | 24,27 | 5        |      |
| Esquerra Republicana de Catalunya (ERC)                                  | 13,65 | 3        |      |
| Partit Popular (PP)                                                      | 10,87 | 2        |      |
| Iniciativa per Catalunya Verds - Esquerra Unida i Alternativa (ICV-EUiA) | 6,15  | 1        |      |

| Partit polític                                                | % de vots | Regidors |
| ------------------------------------------------------------- | --------- | -------- |
| Partit dels Socialistes de Catalunya (PSC)                    | 31,06     | 6        |
| Junts x Malgrat (JxM)                                         | 15,92     | 3        |
| Esquerra Republicana de Catalunya (ERC)                       | 15,52     | 3        |
| Convergència i Unió (CiU)                                     | 11,97     | 2        |
| Candidatura d'Unitat Popular (CUP)                            | 11,92     | 2        |
| Partit Popular (PP)                                           | 6,85      | 1        |
| Iniciativa per Catalunya Verds - Esquerra Unida i Alternativa | 4,98      | 0        |

| Partit polític                                                             | % de vots | Regidors |
| -------------------------------------------------------------------------- | --------- | -------- |
| Partit dels Socialistes de Catalunya (PSC) - Candidatura de Progrès (sic.) | 36,07     | 8        |
| Junts per Malgrat (JxM)                                                    | 17,20     | 3        |
| Esquerra Republicana de Catalunya (ERC) - Acord Municipal                  | 15,77     | 3        |
| Junts per Catalunya (JxC) - Malgrat ens Mou                                | 10,33     | 2        |
| Candidatura d'Unitat Popular (CUP) - Alternativa Municipalista             | 6,50      | 1        |
| Podem Malgrat de Mar                                                       | 4,68      | 0        |
| Ciudadanos - Partido de la Ciudadanía (Cs)                                 | 4,55      | 0        |
| Partit Popular (PP)                                                        | 3,95      | 0        |

## Fills il·lustres
Categoria principal: Malgratencs
- Marià Cubí i Soler (1801-1875), lingüista i frenòleg
- Paula Delpuig i Gelabert (1811-1889), segona superiora de les Carmelites de la Caritat o Vedrunes
- Teodor Baró i Sureda (Figueres, 1842 – Malgrat de Mar, 1916)
- Martí Casas i Rabiol (1845-1924), batlle entre 1887 i 1889
- Martí Rimbau i Saldes (1852-1912), notari
- Ramon Turró i Darder (1854-1926), biòleg i filòsof
- Zenòbia Camprubí i Aymar (1887-1956), escriptora i traductora
- Carles Viñas Sagarra (1989-1923), empresari de cinema
- Francesc Rossetti i Sánchez (Mataró, 1892 - Malgrat de Mar, 1978), poeta
- Salvador Armendares i Torrent (1893-1964), polític i metge
- Josep Vicens i Mornau (L'Escala, 1895 - Malgrat de Mar, 1987), músic sardanista
- Fèlix Cardona i Puig (1903-1982), explorador de la Guaiana veneçolana
- Germinal Esgleas Jaume (1903-1981), anarcosindicalista català i militant de la FAI
- Enric Margall i Tauler (1944-1986), jugador de bàsquet
- Josep Maria Margall i Tauler (1955), jugador de bàsquet
- Narcís Margall (1948), jugador de bàsquet
- Assumpta Mercader (1966), narradora, actriu, titellaire i escriptora
- David Verdaguer (1983), actor, còmic i exreporter de l'APM?
- Quim Bigas (1984), coreògraf
- Guillermo Lasheras (2001), actor
- Unai Hernández i Lorenzo (2004 ), futbolista del Al Ittihad